# Фдерик
Фдерик, ранее — Форт-Гуро (араб. افديرك‎) — город в Мавритании, на западе области Тирис-Земмур.

## Описание
Населённый пункт был образован в 1984 году около бывшего французского форта в связи с разработкой месторождения железной руды в практически бесплодной местности Сахары. Из Фдерика и соседнего более крупного города Зуэрат (в 30 км к востоку) руда по Мавританской железной дороге вывозится в порт Нуадибу, расположенный на берегу Атлантического океана. Город находится примерно в 300 км к северу от города Атар, на высоте 299 м над уровнем моря.

## Население
Население города по данным на 2013 год составляет 6793 человека.
Динамика численности населения по годам:
| 2000 | 2013 |
| ---- | ---- |
| 4431 | 6793 |

## Города-побратимы
- Родез, Франция (с 1997 года)[4]